# Ієн Кертіс
Ієн Ке́він Кертіс (англ. Ian Kevin Curtis; 15 липня 1956 — 18 травня 1980) — англійський музикант, вокаліст і автор усіх текстів пісень гурту Joy Division.

## Біографія
Ієн Кертіс народився в Memorial Hospital на Олд Траффорд у Манчестері, дитинство його минуло в районі Хердлсфілд у Маклсфілді. З раннього дитинства Єн захоплювався поезією, сам писав вірші. Після завершення середньої школи Кертіс влаштувався на посаду держслужбовця — спочатку в Манчестері, потім — у Маклсфілді.
Найбільшими літературним авторитетами для нього були Вільям Берроуз, Дж. Г. Баллард та Джозеф Конрад (заголовки пісень «Interzone», «Atrocity Exhibition» і «Colony» взяті у кожного з них відповідно). Улюблені музичні виконавці Кертіса: Іггі Поп, Девід Боуї, The Doors та Velvet Underground. Англійською музичною критикою він визнаний одним із найяскравіших рок-музикантів Британії кінця 70-х, який значним чином вплинув на розвиток музичного стилю пост-панк
23 серпня 1975 року Кертіс одружився зі шкільною подругою — Деборою Вудрафф (йому було 19, їй — 18). 16 квітня 1979 року в них народилася дочка Наталі.

### Joy Division
Наприкінці 1976 року Кертіс приєднується до знайомих музикантів — Бернарда Самнера та Пітера Хука, які вирішили організувати рок-гурт, названий Warsaw, а згодом Joy Division. Кертіс став вокалістом (зрідка акомпануючи собі на гітарі) і автором усіх текстів пісень, а також повноправним лідером гурту.
Похмурі, гнітючі тексти Кертіса в поєднанні з особливим саундом, найхарактерніше вираженим на студійних альбомах «Unknown Pleasures» та «Closer», створили Joy Division репутацію безпросвітно депресивного гурту. Низький, відсторонений голос Кертіса контрастував із його виступами на сцені, під час яких співак немов занурювався в транс, супроводжуючи спів імпульсивними, роботоподібними рухами тіла, що нагадували конвульсії епілептика. Епілепсією, між іншим, страждав сам співак, хоча решта учасників гурту дізналися про це лише з часом. Хвороба прогресувала попри всі намагання Ієна вилікуватися. Врешті епілептичні припадки ставалися з Кертісом навіть під час виступів Joy Division.

## Самогубство

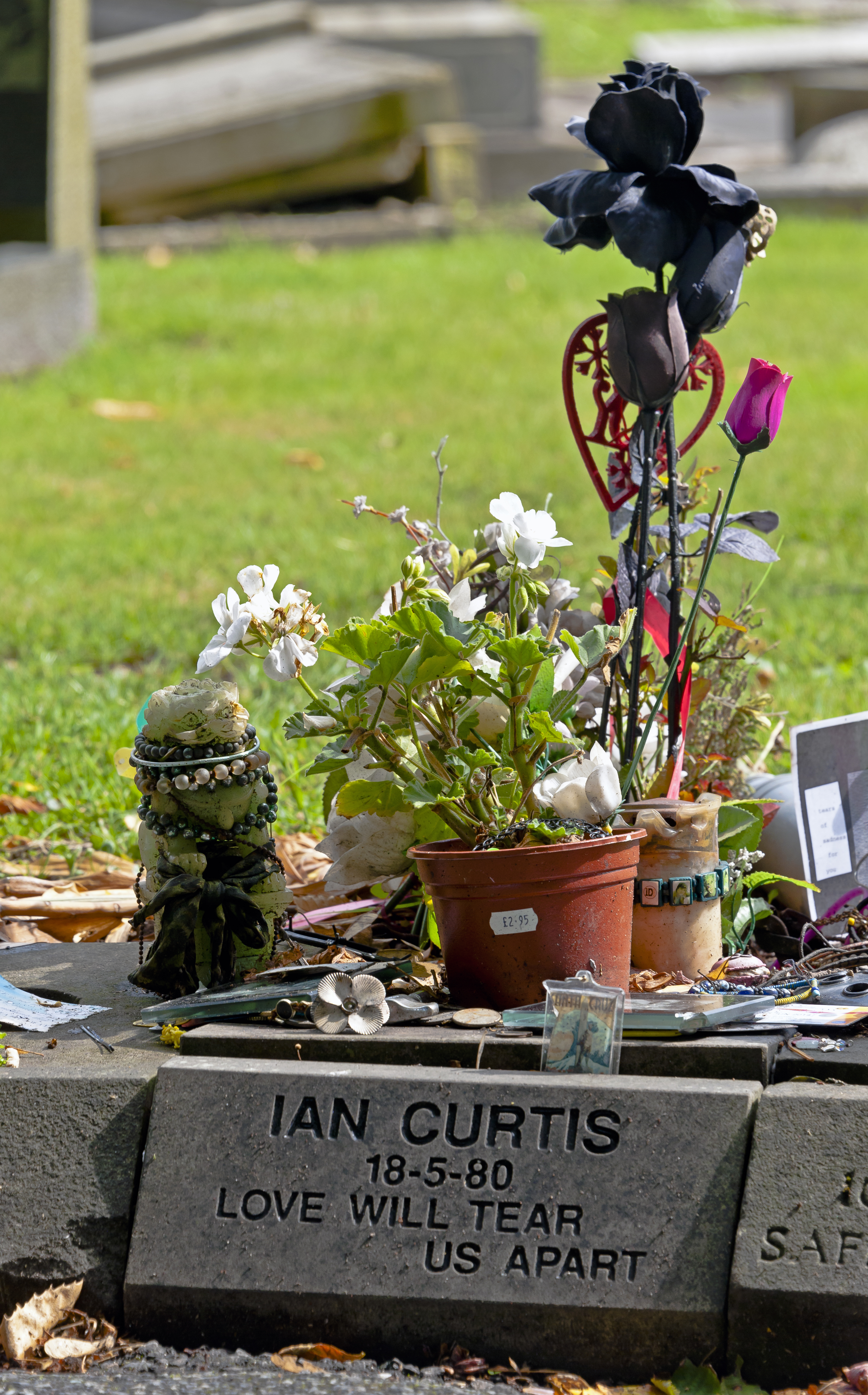
Могила Єна Кертіса

Весною 1980 року, незважаючи на обнадійливі перспективи Joy Division, сам Кертіс був у депресії. Його шлюб був підірваний коханням до бельгійки Анік Оноре, епілептичні припадки відбувалися дедалі частіше. 18 травня Кертіс повісився у своєму будинку в Маклсфілді, через кілька тижнів після першої спроби самогубства. Дружина музиканта знайшла його тіло зранку на кухні. Напередодні Кертіс переглянув фільм «Строшек» Вернера Герцога, а також говорив по телефону з Пі-Орріджем із Throbbing Gristle, котрий після завершення бесіди був впевнений у невідворотності Єнового самогубства. Перед смертю Кертіс слухав альбом Іггі Попа. Тіло співака було кремовано 23 травня.
Факт смерті Кертіса вплинув на ріст цікавості до Joy Division з боку ЗМІ, і — як наслідок — на увагу публіки до другого студійного альбому гурту «Closer», котрий вийшов влітку того ж року. Решта музикантів Joy Division вирішили продовжити свою діяльність під назвою New Order, згодом повністю відійшовши від пост-панку.
Історія життя Кертіса була взята за основу двох художніх фільмів: «Цілодобові тусовщики» (2002) та «Контроль» (2007).